# ストレンジ・リトル・ガールズ
『ストレンジ・リトル・ガールズ』（Strange Little Girls）は、アメリカ合衆国の女性シンガーソングライター、トーリ・エイモスが2001年に発表したカバー・アルバム。男性が作詞・作曲・歌唱した楽曲のカバー12曲が収録されている。ストラングラーズのカバー「ストレンジ・リトル・ガール」は、ヨーロッパではシングルとしてもリリースされ、本作には未収録の「アフター・オール」（デヴィッド・ボウイのカバー）と「オンリー・ウィメン・ブリード」（アリス・クーパーのカバー）がカップリング曲として収録された。
エイモスは本作を最後にアトランティック・レコードを離れ、エピック・レコードに移籍した。

## 背景
男性が書いた曲を、それぞれ異なる女性の語り部が歌うというコンセプトに基づいた作品で、CDのブックレットでは、収録曲12曲のタイトルと共に、それぞれ異なるファッションに身を包んだエイモスの写真がフィーチャーされている。
キング・クリムゾンのメンバーとして知られるエイドリアン・ブリューがレコーディングに参加した。ビートルズのカバー「ハッピネス・イズ・ア・ウォーム・ガン」では、ジョージ・W・ブッシュ、ジョージ・ブッシュ、エイモスの実父エディソン・エイモスらの声も使用されている。

## 評価
第44回グラミー賞では、本作が最優秀オルタナティヴ・ミュージック・パフォーマンス賞にノミネートされ、収録曲「ストレンジ・リトル・ガール」が最優秀女性ロック・ボーカル・パフォーマンス賞にノミネートされた。

## 収録曲
1. ニュー・エイジ - New Age (4:36)
  - オリジナルはヴェルヴェット・アンダーグラウンドのアルバム『ローデッド』（1970年）に収録。
2. ’97 ボニー&クライド - '97 Bonnie & Clyde (5:46)
  - オリジナルはエミネムのアルバム『ザ・スリム・シェイディ LP』（1999年）に収録。
3. ストレンジ・リトル・ガール - Strange Little Girl (3:50)
  - オリジナルはストラングラーズが1982年に発表したシングル曲。
4. エンジョイ・ザ・サイレンス - Enjoy the Silence (4:09)
  - オリジナルはデペッシュ・モードのアルバム『ヴァイオレーター』（1990年）に収録。
5. アイム・ナット・イン・ラヴ - I'm Not in Love (5:39)
  - オリジナルは10ccのアルバム『オリジナル・サウンドトラック』（1975年）に収録。
6. ラトルスネイクス - Rattlesnakes (3:59)
  - オリジナルはロイド・コール&ザ・コモーションズ（英語版）のアルバム『ラトルスネイク』（1984年）に収録。
7. タイム - Time (5:22)
  - オリジナルはトム・ウェイツのアルバム『レイン・ドッグ』（1985年）に収録。
8. 孤独の旅路 - Heart of Gold (3:59)
  - オリジナルはニール・ヤングのアルバム『ハーヴェスト』（1972年）に収録。
9. 哀愁のマンデイ - I Don't Like Mondays (4:20)
  - オリジナルはブームタウン・ラッツのアルバム『哀愁のマンデイ』（1979年）に収録。
10. ハッピネス・イズ・ア・ウォーム・ガン - Happiness Is a Warm Gun (9:55)
  - オリジナルはビートルズのアルバム『ザ・ビートルズ』（1968年）に収録。
11. レイニング・ブラッド - Raining Blood (6:22)
  - オリジナルはスレイヤーのアルバム『レイン・イン・ブラッド』（1986年）に収録。
12. リアル・メン - Real Men (4:07)
  - オリジナルはジョー・ジャクソンのアルバム『ナイト・アンド・デイ』（1982年）に収録。

## 参加ミュージシャン
- トーリ・エイモス - ボーカル、ピアノ、エレクトリックピアノ、キーボード、ギター
- エイドリアン・ブリュー - ギター
- ジャスティン・メルダル・ジョンセン - ベース
- ジョン・エヴァンス - ベース
- マット・チェンバレン - ドラムス、ミリタリー・ドラム
- ジョン・フィリップ・シェネイル - アレンジ、シンセサイザー